# Claudianus Mamertus
Claudianus Mamertus († 474) war Presbyter in Vienne, tätig in der Gemeinde seines Bruders, des Bischofs Mamertus, sowie Dichter und christlicher Philosoph.

## Leben
Über sein Leben berichten zwei Quellen: Gennadius von Marseille hat ihn in sein Werk De viris illustribus (Kap. 83) aufgenommen und beschreibt ihn als wortgewaltigen Autor. Sidonius Apollinaris, mit dem er im Briefwechsel stand, würdigt nicht nur seine philosophischen Kenntnisse, sondern auch sein tatkräftiges, karitatives Handeln in der Gemeinde seines Bruders (Briefe, IV,11).

## Werke
Es hat sich außer zwei kurzen Briefen an Sidonius nur sein Traktat De statu animae erhalten. Claudianus Mamertus beschäftigt sich mit der christlichen Seelenlehre und führt Argumente für die Unkörperlichkeit der Seele an. Er argumentiert mit Hilfe der antiken Philosophen, der lateinischen Kirchenväter und zieht auch die Bibel heran. Primär ist er als geistiger Schüler des Augustinus von Hippo zu betrachten.
Angeregt wurde das Werk durch einen Brief des Faustus von Reji, in dem dieser die Position vertrat, dass die Seele körperlich sei. Allerdings zirkulierte dieser Brief anonym, worüber sich Claudius Mamertus erregt: si bene conscius disputas, cur nomen occultas (wenn du gut zu disputieren weißt, warum verheimlichst du den Namen?, Buch I,2).
Das Werk beeinflusste wesentlich die Schrift des Cassiodorus De anima (angefügt an die Variae (epistulae)) und spielte im 5. Jahrhundert im Bereich der Seelenmetaphysik für die Weiterführung des augustinischen Gedankenguts eine wesentliche Rolle.

## Textausgaben
- Augustus Engelbrecht: Claudiani Mamerti Opera, Wien 1885 (Corpus Scriptorum Ecclesiasticorum Latinorum, Band 11). (Digitalisat)